# Pyruella
Pyruella is een geslacht van uitgestorven weekdieren uit de klasse van de Gastropoda (slakken).

## Soort
- Pyruella harasewychi Petuch, 1982 †